# エンメルトの法則
エンメルトの法則（エンメルトのほうそく、英語: Emmert's law）とは、物体の網膜像の大きさが同一である場合、知覚される物体との距離に比例して物体の大きさ知覚は変化する、という法則である。この法則は、もともとは残像の大きさ知覚を説明するために提案された。
エンメルトの法則を簡単に体験するには、ペンライトなどをしばらく見つめたあと、奥行きの異なる面を交互に見て、残像の知覚される大きさを比較すればよい。このとき、より遠くにある面に投影したときに、残像はより大きく知覚される。また、よく晴れた日に、自分の影をしばらく見たあと、空を見上げると、残像が空に投影される（影送り）。このとき、空に投影された残像の大きさは、地面の影よりも大きく知覚される。これは地面よりも空は遠くに知覚されたため、エンメルトの法則によって残像がより大きく知覚された例とみなせる。